# Centurion (stridsvagn)
Centurion (från början A41) är en brittisk medeltung stridsvagn som tillverkades i totalt 4,423 vagnar åren 1946–1962 i 13 grundläggande modeller med otals vidareutvecklingar och undervarianter världen över. I den brittiska armén ersattes den av Chieftain.

## Historik
Stridsvagnen infördes 1945, och blev Storbritanniens främsta stridsvagn perioden efter andra världskriget. Den anses allmänt vara en av de mest framgångsrika stridsvagnar som konstruerats i efterkrigstiden, och var kvar i produktion fram till 1960-talet. Stridsvagnen har medverkat i ett flertal krig fram till 1980-talet. Chassit har även anpassats för andra typer av stridsfordon.
Utveckling av stridsvagnen började 1943 och tillverkningen inleddes i januari 1945. Sex prototyper anlände till Belgien mindre än en månad efter att kriget i Europa slutade i maj 1945. Första gången stridsvagnen var med i ett krig, var 1950 i de brittiska styrkorna i Koreakriget. Centurion tjänstgjorde senare i Indo-pakistanska kriget 1965, där den i strid mötte amerikanska stridsvagnarna M47 och M48 Patton, den förekom även i Vietnamkriget av australienska Royal Australian Armoured Corps.
Under sexdagarskriget 1967 och Oktoberkriget 1973 användes den med fantastiska resultat av Israel, vilka även använde den under invasioner av Libanon 1978 och 1982. Modifierade Centurions, som bepansrade trupptransportfordon, användes i Gaza, på Västbanken och på vid den libanesiska gränsen. Stridsvagnen användes även av Jordanien 1970, då i syfte att hindra ett syriskt intrång i Jordanien i samband med Svarta september. Under Sydafrikanska gränskriget hade Sydafrika baserat sina Centurions i Angola.
Stridsvagnen har blivit en av de mest använda stridsvagnarna runt om i världen, där ett flertal var i tjänst fram till 1990-talet. Centurion använde så sent som 2006 i Israel-Libanon kriget, men då i starkt modifierade versioner. I den sydafrikanska armén tjänstgör fortfarande 200 vagnar, vilka har modifierats under 1980-talet och 2000-talet som Olifant.
Den framsynta konstruktionen var väl lämpad för uppgradering och modernisering vilket utgjorde en viktig faktor för modellens långa livslängd.

## Versioner

### Produktionsmodeller

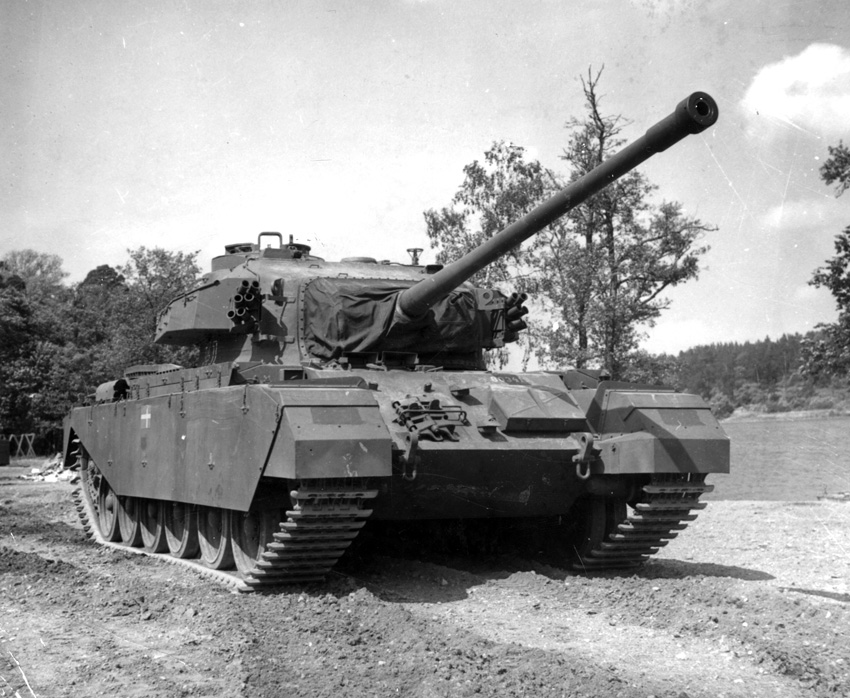
Centurion Mark 3

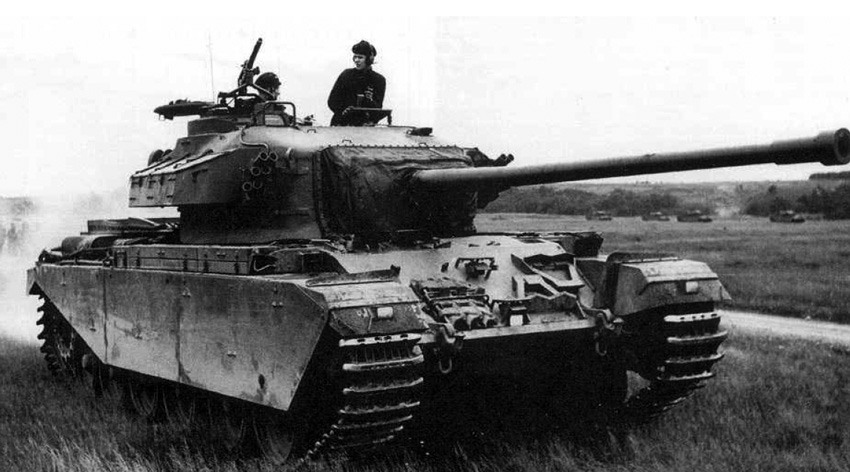
Centurion Mark 5 med eldrör typ A.

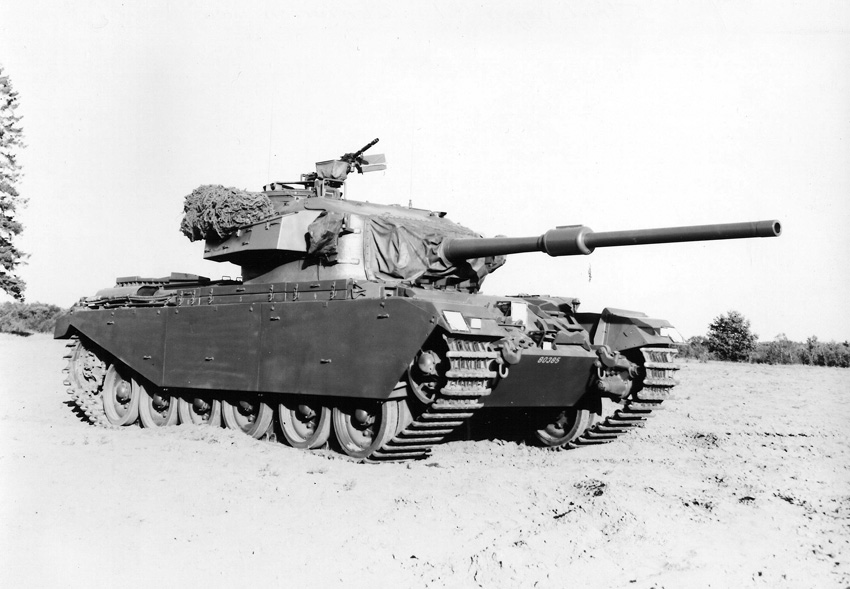
Centurion Mark 5 med eldrör typ B (krutgasejektor).

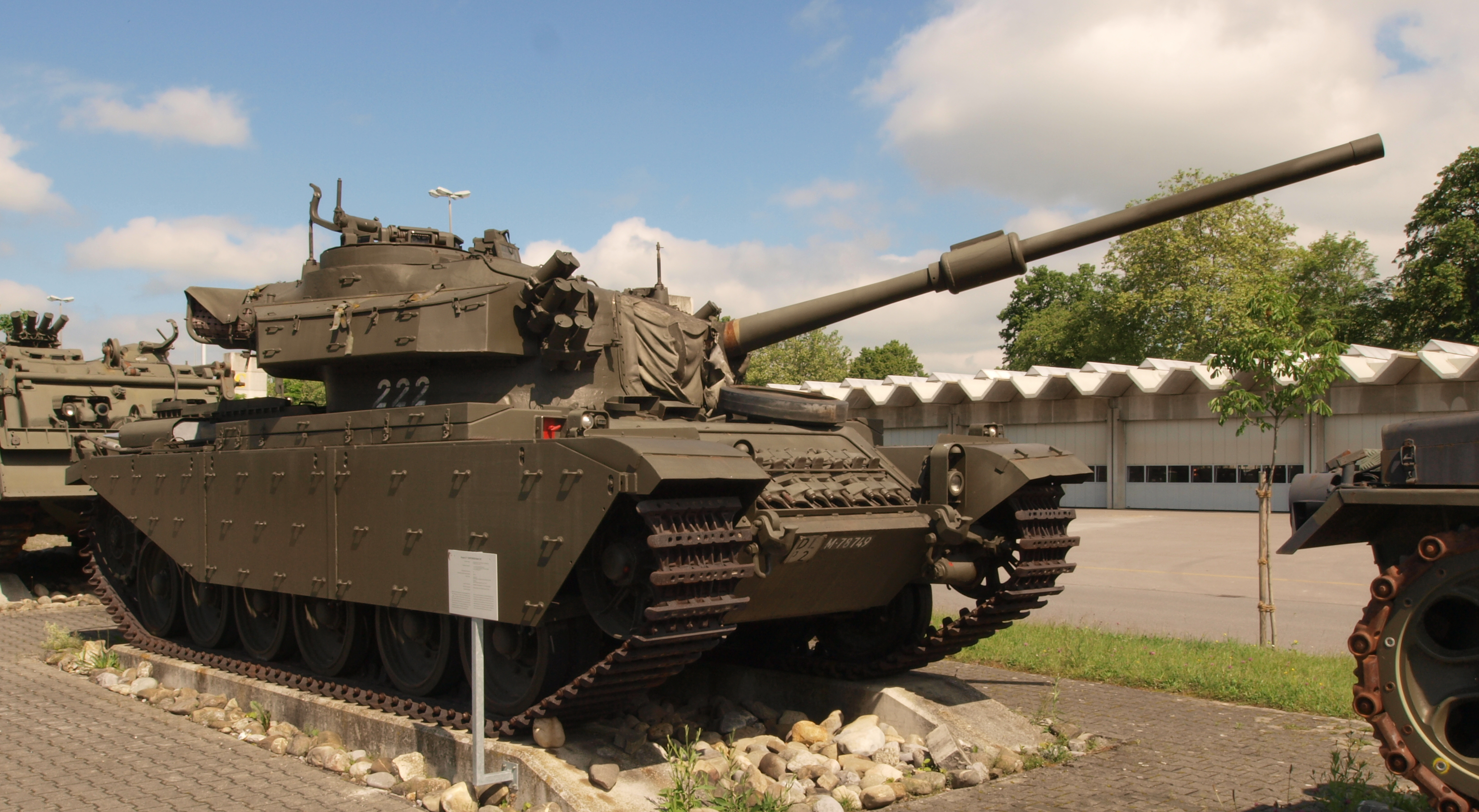
Centurion Mark 7

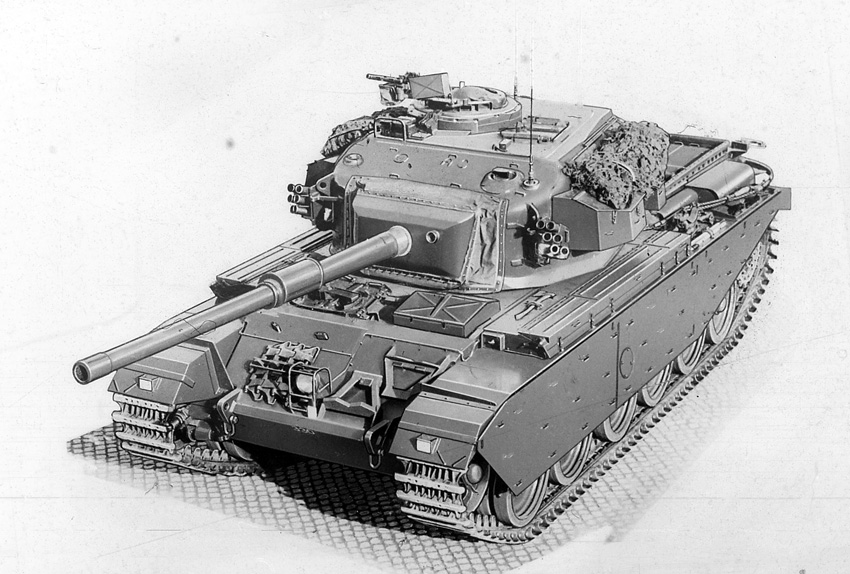
Centurion Mark 10

Flertalet produktionsmodeller av Centurion byggdes, bland annat följande:

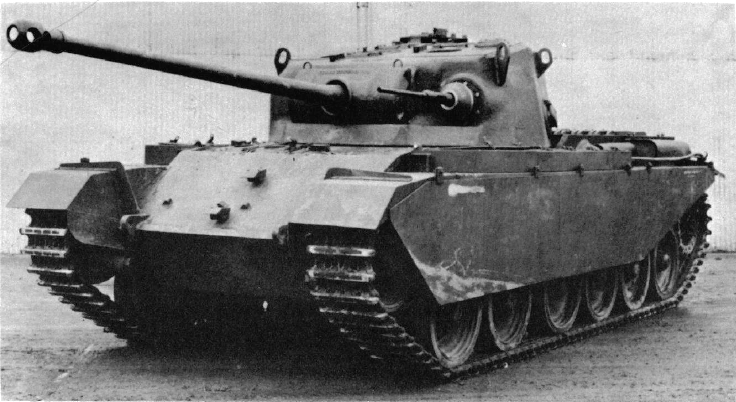
Centurion Mark 1 prototyp med 20 mm Polsten-automatkanon som tornkulspruta.

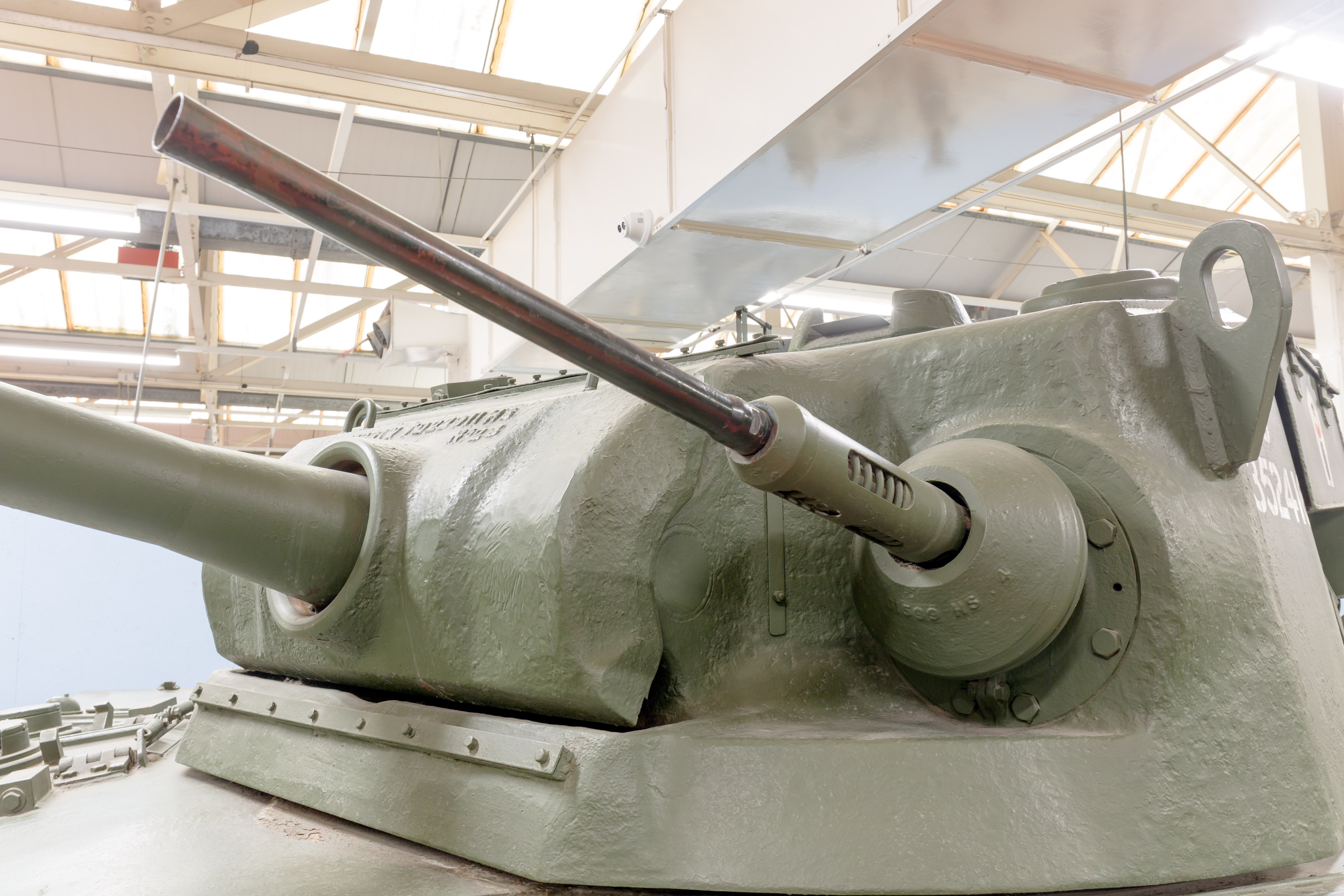
Närbild på 20 mm Polsten-automatkanonen hos Centurion Mark 1 (pilotserie).

Centurion Mark 1 (A41) ”prototyper/pilotserie”C I – pjäsbestyckning: 7,62 cm OQF 17-pdr-kanon, kulsprutebestyckning: 20 mm Polsten, vagnkropp: Mark 1, torn: Mark 1, not: pilotserie med 20 mm automatkanon
Centurion Mark 1 (A41)C I – pjäsbestyckning: 7,62 cm OQF 17-pdr-kanon, kulsprutebestyckning: 7,92 mm Besa, vagnkropp: Mark 1, torn: Mark 1, not: 20 mm automatkanon utbytt mot en Besakulspruta
Centurion Mark 2 (A41A)C II – pjäsbestyckning: 7,62 cm OQF 17-pdr-kanon, kulsprutebestyckning: 7,92 mm Besa, vagnkropp: Mark 1, torn: Mark 2, not: nytt torn med bättre skydd
Centurion Mark 3 (A41B)C III – pjäsbestyckning: 8,4 cm OQF 20-pdr-kanon, kulsprutebestyckning: 7,92 mm Besa, vagnkropp: Mark 3, torn: Mark 2, not: ny vagnkropp, ny kanon
Centurion Mark 4C IV – pjäsbestyckning: 9,4 cm OQF 95-mm-haubits, kulsprutebestyckning: okänd, vagnkropp: okänd, torn: okänd, not: infanteristridsvagn
Centurion Mark 5C V – pjäsbestyckning: 8,4 cm OQF 20-pdr-kanon, kulsprutebestyckning: 7,62 mm Browning, vagnkropp: Mark 3, torn: Mark 5, not: ny torninredning för Browning-kulsprutor + kulsprutestativ för vagnchefens kupol med mera
Centurion Mark 5/1C V/I – pjäsbestyckning: 8,4 cm OQF 20-pdr-kanon, kulsprutebestyckning: 7,62 mm Browning, vagnkropp: Mark 3, torn: Mark 5, not: förstärkt skrovpansar
Centurion Mark 5/2C V/II – pjäsbestyckning: 10,5 cm L7-kanon, kulsprutebestyckning: 7,62 mm Browning, vagnkropp: Mark 3, torn: Mark 5, not: ny kanon
Centurion Mark 6C VI – pjäsbestyckning: 10,5 cm L7-kanon, kulsprutebestyckning: 7,62 mm Browning, vagnkropp: Mark 3, torn: Mark 5, not: Mark 5 med förstärkt skrovpansar och ny kanon
Centurion Mark 6/1C VI/I – pjäsbestyckning: 10,5 cm L7-kanon, kulsprutebestyckning: 7,62 mm Browning, vagnkropp: Mark 3, torn: Mark 5, not: Mark 6 med IR-utrustning
Centurion Mark 6/2C VI/II – pjäsbestyckning: 10,5 cm L7-kanon, kulsprutebestyckning: 7,62 mm Browning, vagnkropp: Mark 3, torn: Mark 5, not: Mark 6 med inskjutningskulspruta (RMG = Ranging Machine Gun)
Centurion Mark 7C VII – pjäsbestyckning: 8,4 cm OQF 20-pdr-kanon: 7,62 mm Browning, vagnkropp: Mark 7, torn: Mark 5, not: ny vagnkropp med större bränslekapacitet och omstuvad ammunition för fler tillgängliga skott intill laddaren
Centurion Mark 7/1C VII/I – pjäsbestyckning: 8,4 cm OQF 20-pdr-kanon: 7,62 mm Browning, vagnkropp: Mark 7, torn: Mark 5, not: förstärkt skrovpansar
Centurion Mark 7/2C VII/II – pjäsbestyckning: 10,5 cm L7-kanon: 7,62 mm Browning, vagnkropp: Mark 7, torn: Mark 5, not: ny kanon
Centurion Mark 8C VIII – pjäsbestyckning: 8,4 cm OQF 20-pdr-kanon: 7,62 mm Browning, vagnkropp: Mark 7, torn: Mark 8, not: Mark 7 med ny pjäsmantel och roterande kupol för vagnchefen
Centurion Mark 8/1C VIII/I – pjäsbestyckning: 8,4 cm OQF 20-pdr-kanon: 7,62 mm Browning, vagnkropp: Mark 7, torn: Mark 8, not: förstärkt skrovpansar
Centurion Mark 8/2C VIII/II – pjäsbestyckning: 10,5 cm L7-kanon: 7,62 mm Browning, vagnkropp: Mark 7, torn: Mark 8, not: ny kanon
Centurion Mark 9C IX – pjäsbestyckning: 10,5 cm L7-kanon: 7,62 mm Browning, vagnkropp: Mark 7, torn: Mark 5, not: Mark 7 med förstärkt skrovpansar och ny kanon
Centurion Mark 9/1C IX/I – pjäsbestyckning: 10,5 cm L7-kanon: 7,62 mm Browning, vagnkropp: Mark 7, torn: Mark 5, not: Mark 9 med IR-utrustning
Centurion Mark 9/1C IX/II – pjäsbestyckning: 10,5 cm L7-kanon: 7,62 mm Browning, vagnkropp: Mark 7, torn: Mark 5, not: Mark 9 med inskjutningskulspruta (RMG = Ranging Machine Gun)
Centurion Mark 10C X – pjäsbestyckning: 10,5 cm L7-kanon: 7,62 mm Browning, vagnkropp: Mark 7, torn: Mark 8, not: Mark 8 med förstärkt skrovpansar och ny kanon
Centurion Mark 10/1C X/I – pjäsbestyckning: 10,5 cm L7-kanon: 7,62 mm Browning, vagnkropp: Mark 7, torn: Mark 8, not: Mark 10 med IR-utrustning
Centurion Mark 10/1C X/II – pjäsbestyckning: 10,5 cm L7-kanon: 7,62 mm Browning, vagnkropp: Mark 7, torn: Mark 8, not: Mark 10 med inskjutningskulspruta (RMG = Ranging Machine Gun)
Centurion Mark 11C XI – pjäsbestyckning: 10,5 cm L7-kanon, kulsprutebestyckning: 7,62 mm Browning, vagnkropp: Mark 3, torn: Mark 5, not: Mark 6 med IR-utrustning och inskjutningskulspruta (RMG = Ranging Machine Gun)
Centurion Mark 12C XII – pjäsbestyckning: 10,5 cm L7-kanon: 7,62 mm Browning, vagnkropp: Mark 7, torn: Mark 5, not: Mark 9 med IR-utrustning och inskjutningskulspruta (RMG = Ranging Machine Gun)
Centurion Mark 13C XIII – pjäsbestyckning: 10,5 cm L7-kanon: 7,62 mm Browning, vagnkropp: Mark 7, torn: Mark 8, not: Mark 10 med IR-utrustning och inskjutningskulspruta (RMG = Ranging Machine Gun)

### FV-nummer
- FV4000 – fordonsserie baserad på Centurion-vagnen
- FV4001 – minröjare
- FV4002 – Centurion Mark 5 bridgelayer: broläggare
- FV4003 – Centurion Mark 5 AVRE 165 (Armoured Vehicle Royal Engineers, 165 mm demolition gun): mörsarbestyckat ingenjörsfordon
- FV4004 – Conway SPG (Self-Propelled Gun): pansarvärnskanonvagn. Övergångslösning inför Conqueror. Mark 3 vagnkropp, nytt högprofilerat torn bestyckad med en 120 mm L1-kanon. En byggd, projekt nedlagt 1951.
- FV4005 – Centaur Heavy Anti-Tank, SP, No. 1: tung pansarvärnskanonvagn. Mark 3 vagnkropp, nytt högprofilerat torn bestyckad med en 183 mm örlogskanon, den största någonsin på en stridsvagn. Två prototyper byggda, projekt nedlagt.
- FV4006 – Centurion Mark 2 ARV (Armoured Recovery Vehicle): bärgningsbandvagn
- FV4007 – Centurion Mark 7, Centurion Mark 8/1, Centurion Mark 9/1, Centurion Mark 9/2, Centurion Mark 12: stridsvagnar
- FV4008 – Centurion Mark 7 DD (Duplex Drive): amfibisk stridsvagn
- FV4009 – okänd mellanstung stridsvagn
- FV4010 – tungt pansarvärnsfordon med Malkara-pansarvärnsrobotar
- FV4011 – Centurion Mark 5, Centurion Mark 5/1: stridsvagnar
- FV4012 – Centurion Mark 7/1, Centurion Mark 7/2: stridsvagnar
- FV4013 – Centurion Mark 3 ARV (Armoured Recovery Vehicle): bärgningsbandvagn
- FV4014 – Centurion Mark 8: stridsvagn
- FV4015 – Centurion Mark 9: stridsvagn
- FV4016 – Centurion Mark 5 ARK (Armoured Ramp Carrier): broläggare
- FV4017 – Centurion Mark 10: stridsvagn
- FV4018 – Centurion Mark 3 BARV (Beach Armoured Recovery Vehicle): bärgningsbandvagn för amfibielandning
- FV4019 – Centurion Mark 5/3 Bulldozer: schaktbladsvagn

## I Sveriges försvarsmakt
Centurion ingick i det svenska försvaret åren 1953–2000, då den successivt ersattes av tyska Leopard 2 (Strv 121 och Strv 122). Centurion i Sverige fanns i versionerna:
- 1953: stridsvagn 81 (C III) – Centurion mark 3 inköpta från brittiska lager 1953, ursprungligen med Besa-kulsprutor, senare med svenska ksp m/39.
- 1955: stridsvagn 81 (C V) – Centurion mark 5 exportbyggda för Sverige 1955 med något annorlunda utrustning, bandankare på fronten och kulsprutestativ på vagnchefskupolen.
- 1959: stridsvagn 101 (C X) – Centurion mark 9 och 10 exportbyggda för Sverige 1959–1960.
- 1964: stridsvagn 102 – Stridsvagn 81 uppgraderad med samma 105 mm L7-kanon som stridsvagn 101 1964–1966, likvärdig Centurion mark 5/2.
- 1977: stridsvagn 101R (REMO) – Stridsvagn 101 uppgraderad med laseravståndsmätare med mera 1977 (REMO: renovering och modifiering).
- 1977: stridsvagn 102R (REMO) – Stridsvagn 102 uppgraderad med laseravståndsmätare med mera 1977 (REMO: renovering och modifiering).
- 1983: stridsvagn 104 – Stridsvagn 102R modifierad med reaktivt pansar och ny motor med mera 1983–1987.
- 1994: stridsvagn 105 – Stridsvagn 104 uppgraderad med IR-sikte (värmekamera) och ny upphängning med mera under början av 1990-talet. En prototyp byggd, ej antagen.
- 1994: stridsvagn 106 – Stridsvagn 101R uppgraderad till 105-standard. Ingen prototyp byggd, projekt nedlagt.

## Krig
Första gången den sattes in i strid var i Koreakriget.
Centurion har bland annat använts i följande krig:
- 1950–1953: Koreakriget
- 1956: Suezkrisen
- 1962–1972: Vietnamkriget – australienska pansartrupper
- 1965: Indo-pakistanska kriget 1965
- 1967: Sexdagarskriget
- 1967–1970: Utnötningskriget
- 1971: Indo-pakistanska kriget 1971
- 1973: Jom kippur-kriget
- 1972: Operation Motorman (konflikten i Nordirland) – Centurion AVRE
- 1975–2002: Inbördeskriget i Angola
- 1982: Falklandskriget – Centurion BAR
- 1966–1989: Sydafrikanska gränskriget
- 1990–1991: Gulfkriget – Centurion AVRE

## Galleri

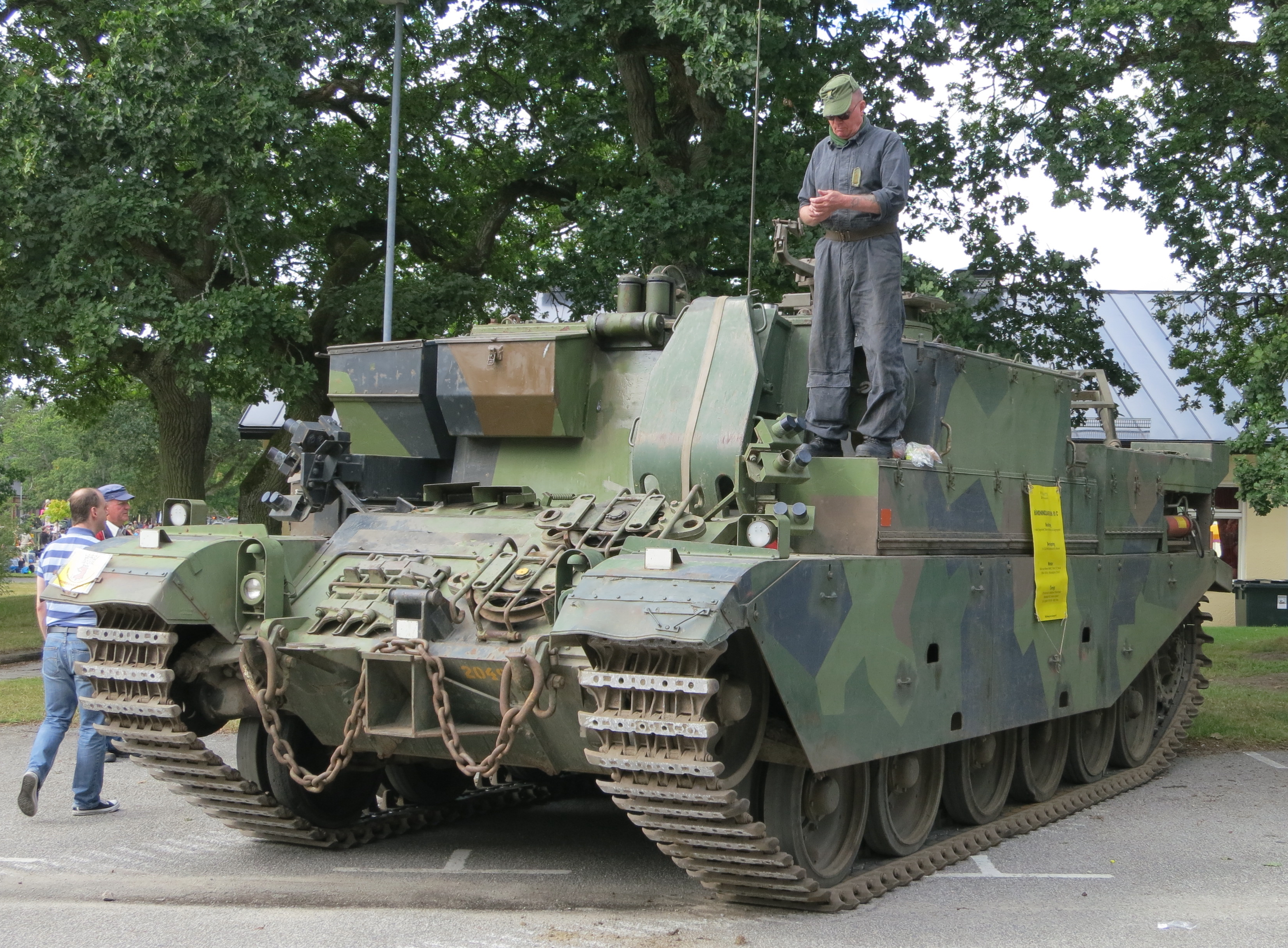
Bärgningsbandvagn 81
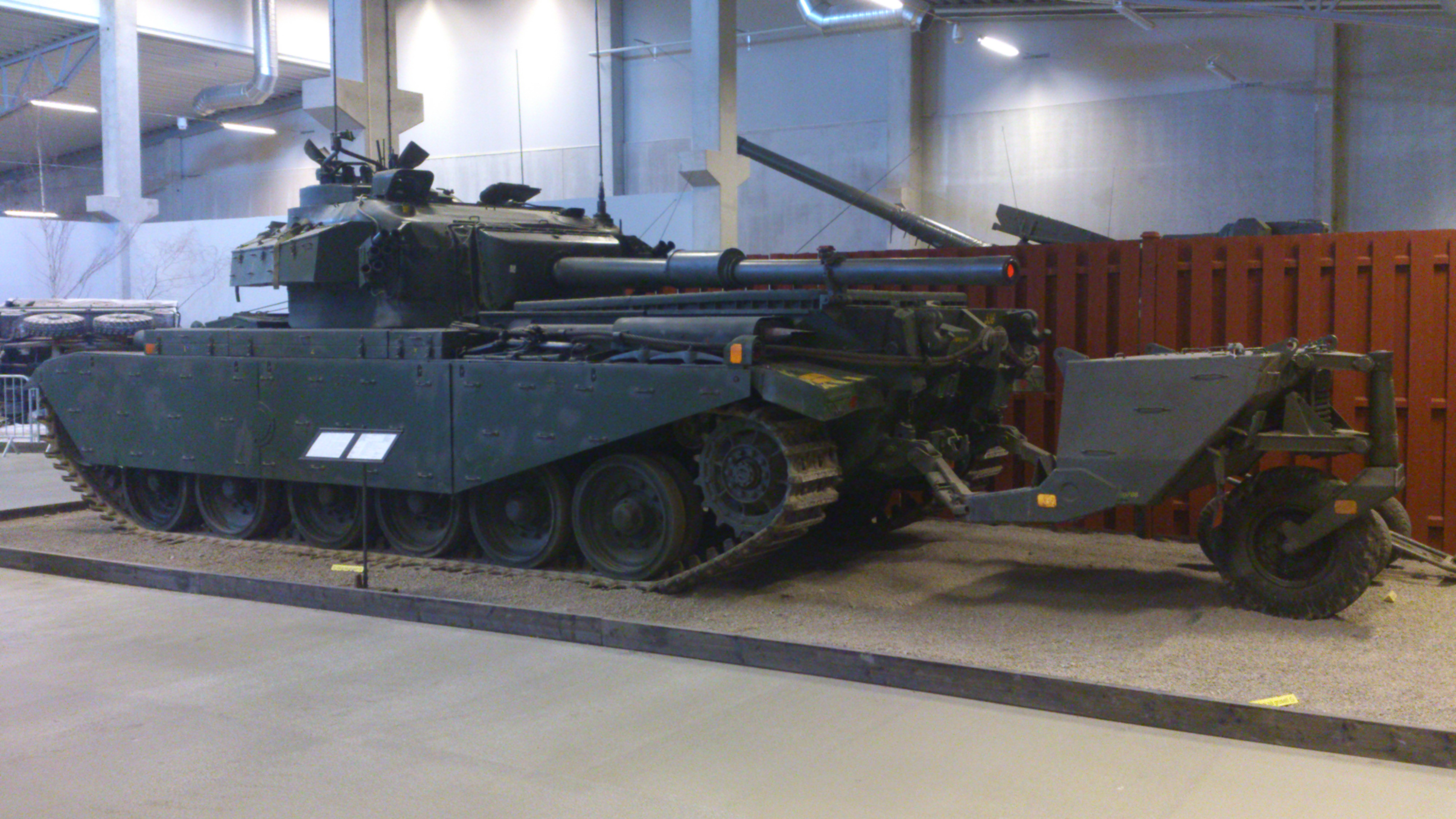
Stridsvagn 101
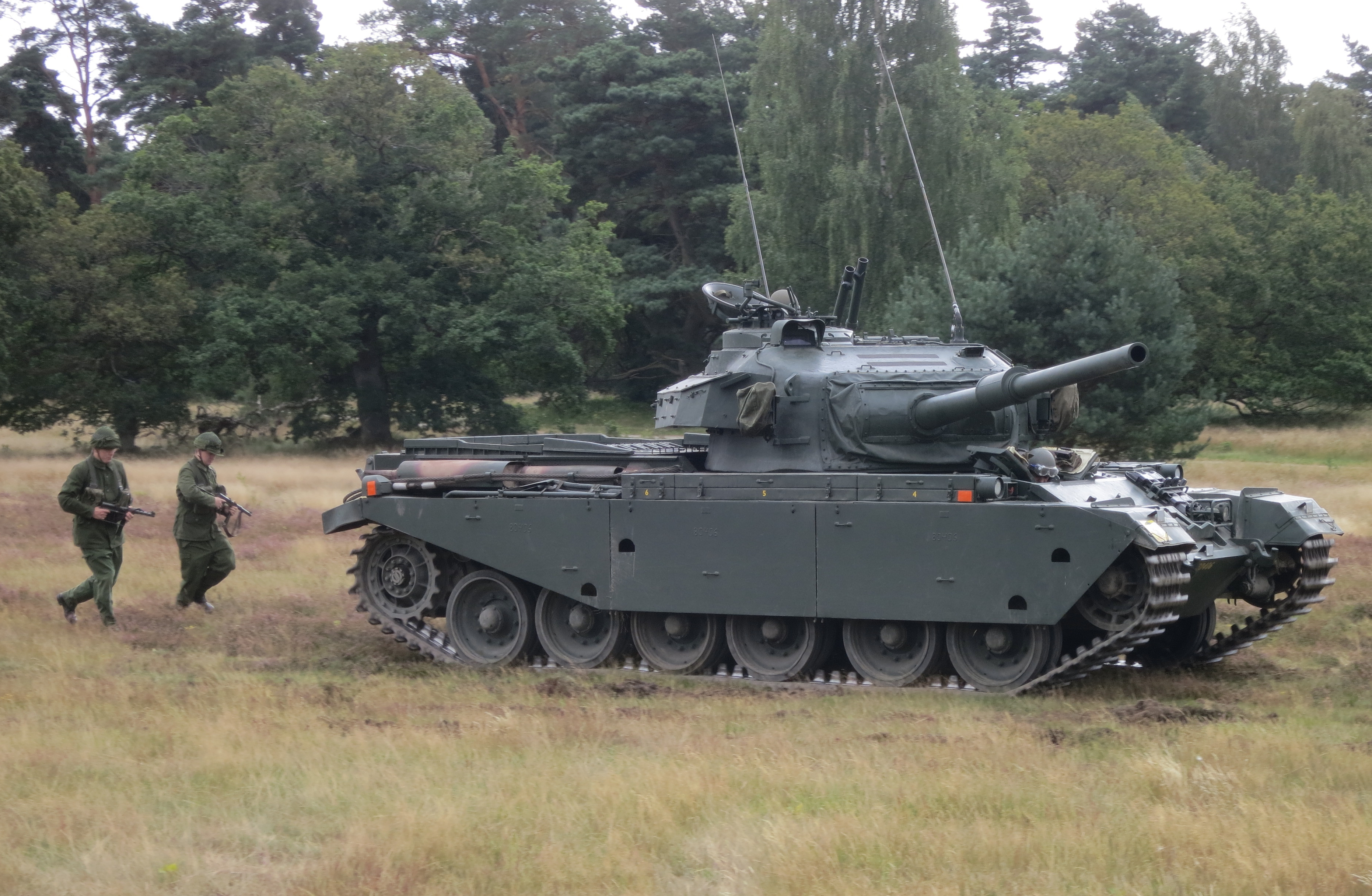
Stridsvagn 102
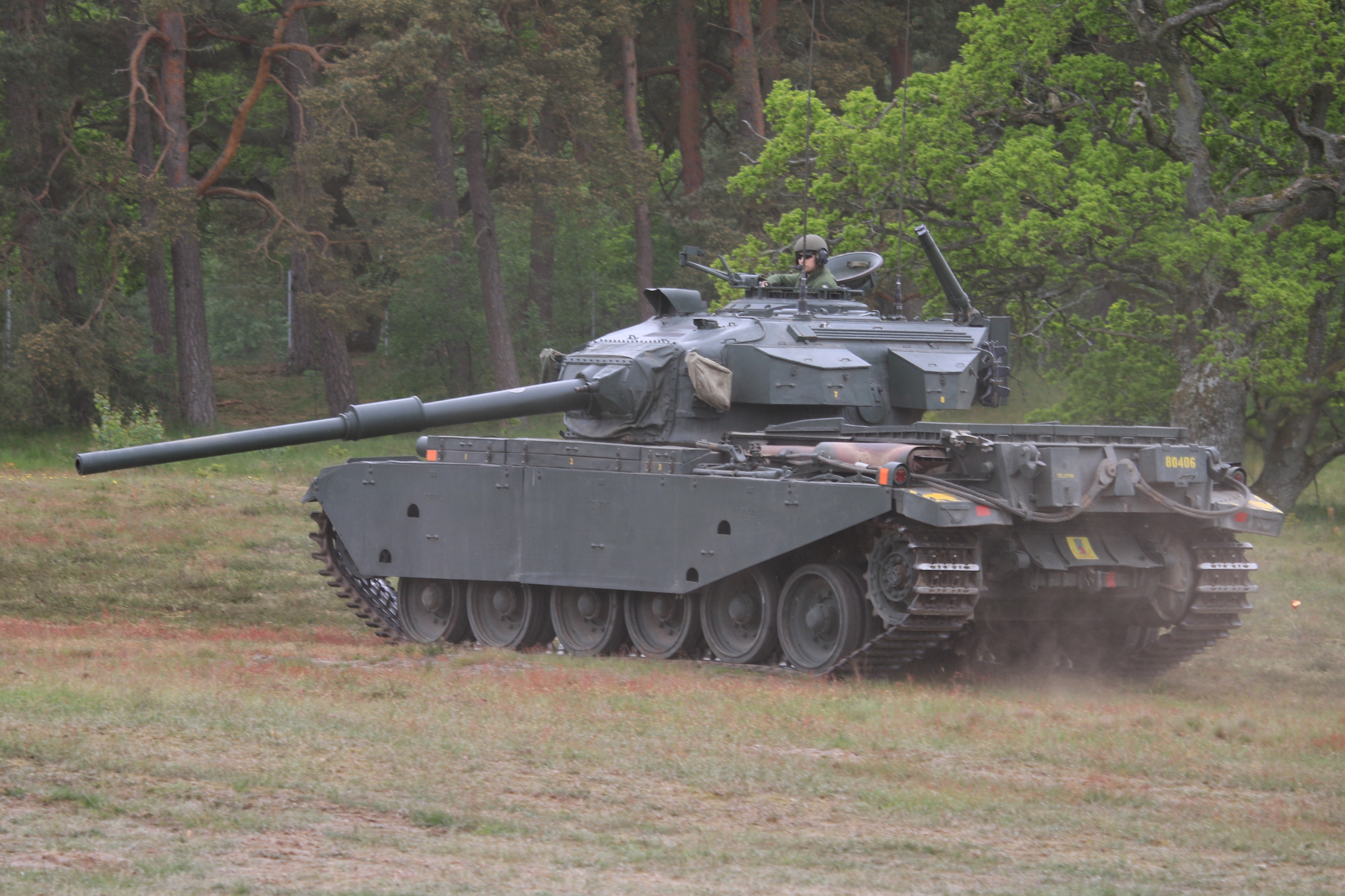
Stridsvagn 102
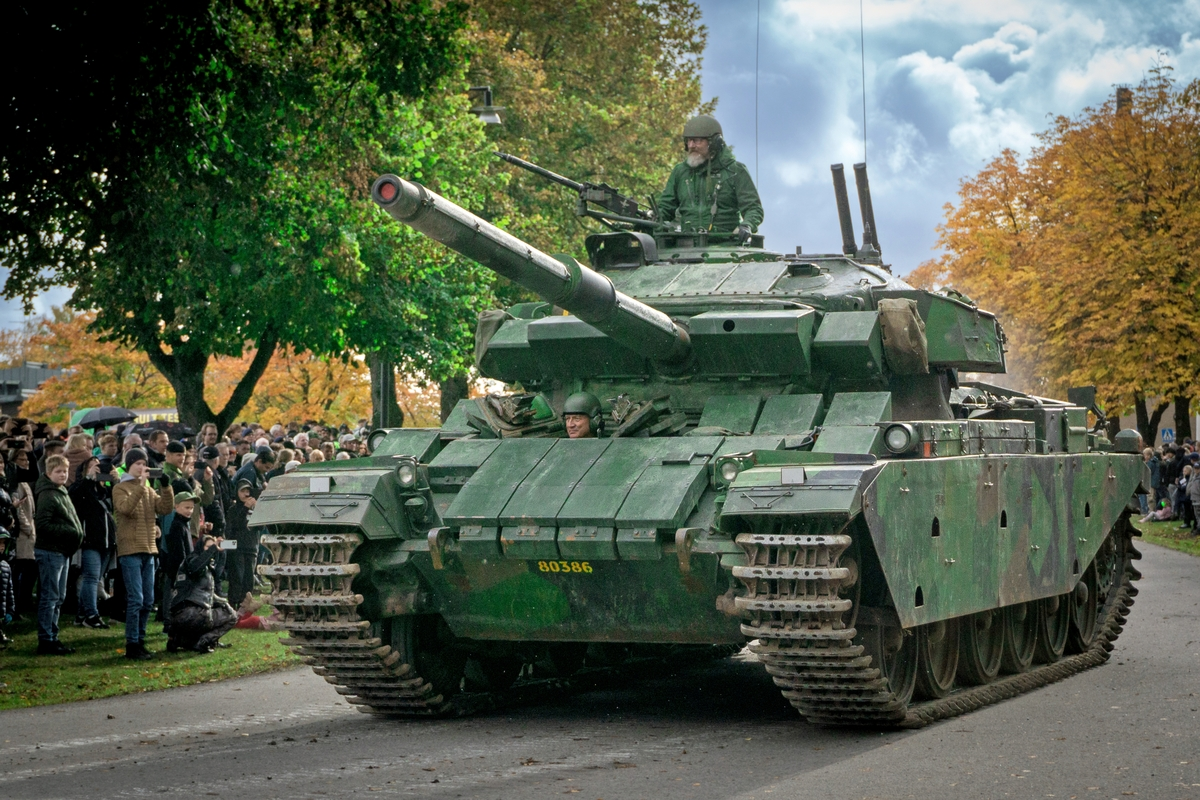
Stridsvagn 104